# Islamismo na África
O islamismo é a religião que possui o maior número de adeptos na África, seguido do Cristianismo, de acordo com a World Book Encyclopedia. Apesar disso, o número exato de pessoas que praticam esta religião é desconhecido, pois as pesquisas demográficas no continente são incompletas. Segundo a Encyclopædia Britannica, a África é constituída por 45% de muçulmanos, 40% de cristãos e menos de 15% de ateus, ou que seguem cultos africanos.
O Islã foi introduzido no continente africano pouco depois de seu surgimento, e diversos reinos islâmicos se estabeleceram no continente durante os períodos seguintes, continuando seu rápido crescimento através do século XX e no século XXI, com uma taxa de crescimento, por algumas estimativas, que é duas vezes mais rápido do Cristianismo na África O islamismo na África está aumentando paralelamente aos falantes das línguas bantu, que costumam seguir o islã na África central e na oriental.[carece de fontes?]  As divergências entre as religiões islâmica e cristã têm sido a causa de diversos conflitos, sobretudo em países onde não há maioria absoluta por parte de nenhuma das religiões, como na Tanzânia, Nigéria e Costa do Marfim.[carece de fontes?].

## Expansão Demográfica do Islamismo (História)

### Norte da África
A expansão muçulmana no norte da África pode ser datada do século VII, quando chegaram ao Egito muçulmanos da Península Arábica, a partir da expansão do Califado Omíada. Estes árabes muçulmanos tiveram que enfrentar  resistência dos exércitos bizantinos, bem como dos povos berberes. No século X, a busca por ouro levou o avanço egípcio à região da Líbia, estendendo a influência islâmica e a cultura árabe para aquelas partes. A expansão da influência muçulmana teve como consequência o surgimento de novos califados. Em algumas regiões, simultaneamente à adoção da religião islâmica, a presença árabe se tornou mais marcante, pois foram adotados igualmente outros aspectos da cultura árabe, como o idioma. Com o passar do tempo, estas regiões adquiriram exércitos de escravos e fortaleceram seus poderes. Assim, foram se tornando áreas autônomas.

Comércio de escravos feito por árabes na África durante o período medieval

Por volta do século VII, o Egito invadiu a Núbia - um reino cristão - e, três séculos depois exigiu a conversão do reino ao Islã. O processo de conversão do reino da Núbia foi marcado por enfrentamento militar e diversos conflitos.
Entretanto, ao mesmo tempo que o Islamismo foi se expandindo por conta das conquistas árabes, sabe-se que esta religião não permaneceu a mesma. O Islã sofreu diferentes modificações durante a conversão das diversas populações africanas. Este processo é conhecido como a "africanização" do Islã, em que, ao mesmo tempo em que os africanos se convertiam, levavam para o Islã traços de suas culturas originais
.

### África ocidental
A islamização da África ocidental não se deu a partir de conquistas territoriais. O fator principal da expansão muçulmana nesta região foi o comércio transaariano, que envolvia a África ocidental e o norte do continente. O processo ocorreu após a consolidação da conquista árabe ao norte, iniciando-se a partir do século IX. Esse comércio envolvia a captura de escravos que eram levados ao norte do continente. Esse tráfico de escravos teve inicio com as guerras santas, incluídas no processo de expansão do islamismo para o Norte da África e para a Europa mediterrânica.

### Séculos XVIII e XIX
Começa no século XVIII uma nova fase da islamização africana. A demanda por escravos gerada pelo comércio transatlântico de escravos resultou no surgimento de novos Estados no litoral africano e de elites comerciantes muçulmanas. Parte dos escravos vendidos eram também muçulmanos, que podiam ser considerados como "impuros" devido à coexistência de rituais politeístas com práticas islâmicas. Nesta época, havia uma forte relação entre o comércio e a religião, o que propiciou a expansão desta.
No século XIX, o colonialismo principalmente francês e britânico concorreu com os Estados islâmicos independentes. Estes Estados não reagiram de maneira uniforme, havendo variações de região para região. Na luta contra a influência europeia, havia a presença de muçulmanos e de elites ocidentalizadas em consequência da própria colonização.

### Costa oriental
A Costa oriental por muito tempo foi parte de rotas comerciais que ligavam o Oriente Médio e o norte da África até o Extremo Oriente. As trocas comerciais favoreciam o contato com diferentes ideias e a circulação de pessoas trouxe o islamismo para esta região da África. O avanço da islamização teve como consequência o surgimento de algumas populações muçulmanas na costa oriental. No século XI fundou-se uma dinastia islâmica em Quíloa, na costa da atual Tanzânia.

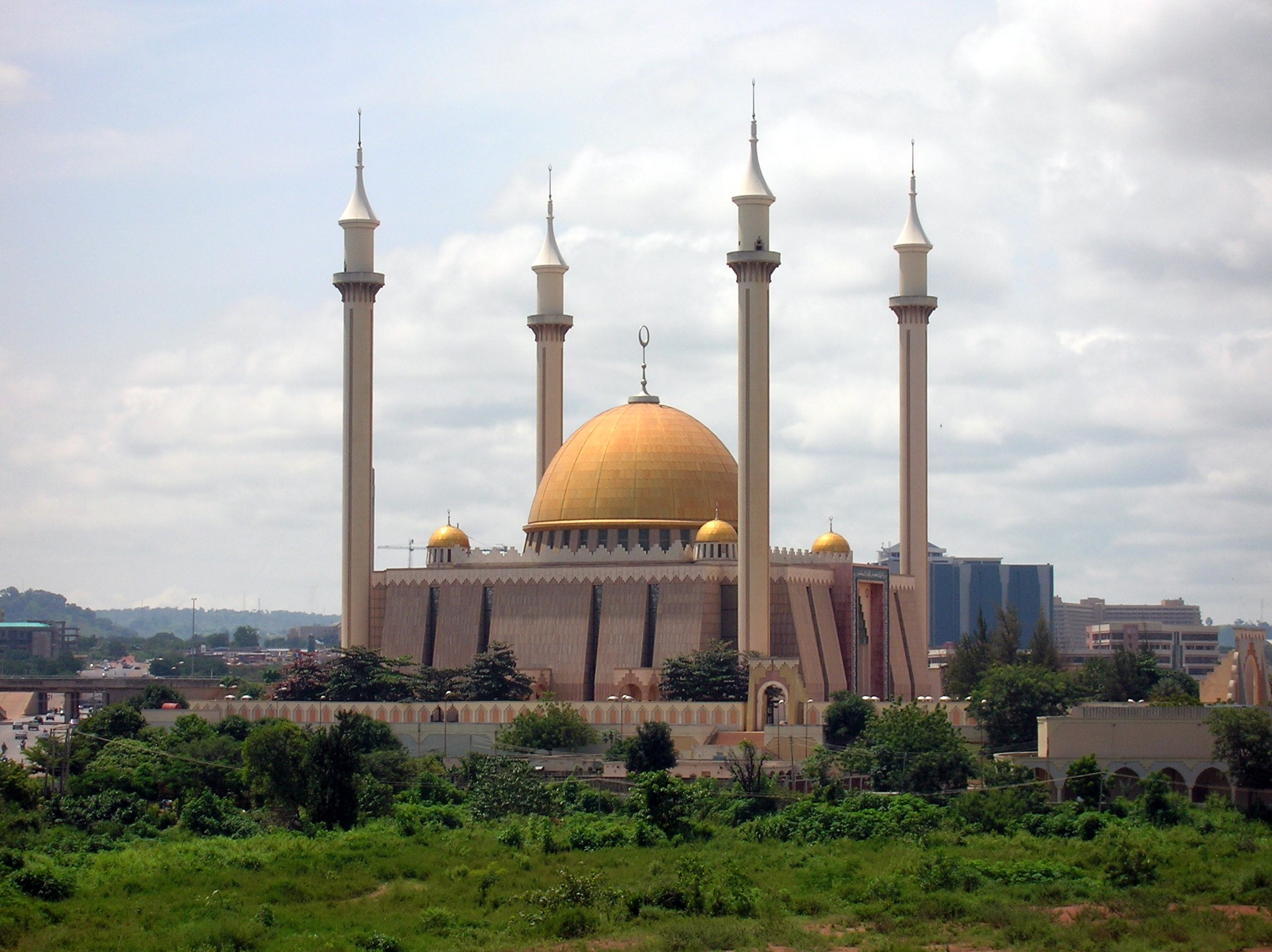
Mesquita de Abuja, na Nigéria

## Charia
A lei Charia influencia fortemente o código legal na maioria dos países islâmicos, mas a extensão do seu impacto varia muito. Na África, a maioria dos países limitam o uso de Charia às leis que regem o estado civil do indivíduo para questões como casamento, divórcio, herança e custódia dos filhos. Com as exceções de Nigéria e da Somália e da recente separação do Sudão, o secularismo não parece enfrentar qualquer ameaça grave na África, apesar de que o novo renascimento islâmico tem tido um grande impacto sobre segmentos muçulmanos da população, como é o caso dos países africanos da primavera árabe, o Egito, a Tunísia e a Líbia. A coabitação ou convivência entre muçulmanos e não-muçulmanos continua a ser, em sua maior parte, pacífica.
A Nigéria é o lar da maior população muçulmana da África Subsariana. Em 1999, no norte da Nigéria estados adotaram a Charia para o código penal, mas as punições têm sido raras. Na verdade, dezenas de mulheres condenadas por adultério e condenadas ao apedrejamento até a morte foram posteriormente libertadas. O Egito, um dos maiores países muçulmanos na África, afirma a Charia como principal fonte de sua legislação, mas seus códigos penal e civil são baseados em grande parte no direito francês.

## Ramos do islamismo na África
Os muçulmanos na África em geral pertencem à denominação sunita, embora haja também um número significativo de seguidores xiitas e Ahmadiyya. Além disso, o Sufismo, a dimensão mística do Islã, também tem uma presença. A maddhab Malik é a escola dominante de jurisprudência entre a maioria das comunidades sunitas do continente, enquanto a maddhab Shafi'i é prevalente no Chifre da África, Egito oriental, e da CostaSuaíli. O fiqh Hanafi também é seguido no oeste do Egito.

### Sufismo
Sufismo, que incide sobre os elementos místicos do Islã, tem muitas divergências, bem como seguidores na África Ocidental e no Sudão, e, como outras ordens, se esforça para conhecer a Deus através da meditação e da emoção. Os sufis podem ser sunitas ou xiitas, e suas cerimônias podem envolver cânticos, música, dança e meditação.
Muitos sufis na África são sincréticos, praticando crenças folclóricas tradicionais. Salafistas criticam os folcloristas sufis, pois alegam ter incorporado crenças "não-islâmicas" em suas práticas, tais como a celebração dos vários eventos, visitando os santuários de "santos islâmicos", dançando durante a oração (dançarinos dervixes ou "dervixes rodopiantes").
A África Ocidental e o Sudão têm várias ordens sufis, considerados com ceticismo pelos mais estritos ramos do Islã no Oriente Médio. A maioria dos ordens sufis na África Ocidental enfatizam o papel de um guia espiritual (marabu) ou a posse de poderes sobrenaturais, considerada como uma africanização do Islã. No Senegal e Gâmbia, o ramo do mouridismo afirma possuir vários milhões de adeptos e tem atraído críticas por sua veneração ao fundador - Amadou Bamba. O Tijani é a ordem Sufi mais popular na África Ocidental, com um grande número de seguidores na Mauritânia, Mali, Níger, Senegal e Gâmbia

### Salafismo
Há relativamente pouco tempo, o salafismo começou a se espalhar na África, como resultado da presença de muitas Organizações Não-Governamentais (ONGs) muçulmanas, como a muçulmana Liga Mundial, a Assembléia Mundial da Juventude Islâmica, a Federação de Mab e escolas islâmicas. Estas organizações salafistas, muitas vezes com base na Arábia Saudita, promovem o conservadorismo, e consideram o Islã sufi como "heterodoxo" e contrário ao Islã tradicional. Essas ONGs construíram mesquitas e centros islâmicos na África, e muitos são formadas por muçulmanos africanos puritanos, muitas vezes treinados no Oriente Médio. Bolsas de estudo também são oferecidos para ampliar o salafismo.

## População Muçulmana
| Região          | População total | Muçulmanos    | % Muçulmanos | % do Total de Muçulmanos na África |
| --------------- | --------------- | ------------- | ------------ | ---------------------------------- |
| África Central  | 83.121.055      | 12.6 milhões  | 15.1%        | 3.1%                               |
| Leste da África | 193.741.900     | 66.4 milhões  | 34.3%        | 16.5%                              |
| Norte da África | 202.151.323     | 180 milhões   | 89.1%        | 44.8%                              |
| Sul da África   | 137.092.019     | 8.9 milhões   | 6.5%         | 2.2%                               |
| África Oriental | 268.997.245     | 134.0 milhões | 49.8%        | 33.3%                              |
| Total           | 885.103.542     | 402.0 milhões | 44.86%       |                                    |

### População por país[11]
| País                           | População |
| Somália                        | 100%      |
| Mauritânia                     | 100%      |
| Saara Ocidental                | 100%      |
| Djibouti                       | 99%       |
| Tunísia                        | 98%       |
| Marrocos                       | 98.7%     |
| Argélia                        | 97%       |
| Líbia                          | 97%       |
| Sudão                          | 97%       |
| Níger                          | 96%       |
| Senegal                        | 95%       |
| Mali                           | 94%       |
| Guiné                          | 92%       |
| Gâmbia                         | 90%       |
| Egito                          | 85%       |
| Chade                          | 54%       |
| Serra Leoa                     | 65%       |
| Burkina Faso                   | 65%       |
| Nigéria                        | 50%       |
| Eritreia                       | 50%       |
| Etiópia                        | 55%       |
| Guiné-Bissau                   | 50%       |
| Costa do Marfim                | 40%       |
| Tanzânia                       | 35%       |
| Benim                          | 24%       |
| Camarões                       | 22%       |
| Libéria                        | 20%       |
| Togo                           | 20%       |
| Malawi                         | 20%       |
| Moçambique                     | 18%       |
| Sudão do Sul                   | 18%       |
| Gana                           | 16%       |
| Ruanda                         | 10%       |
| Uganda                         | 16%       |
| República Centro-Africana      | 22%       |
| Gabão                          | 12%       |
| República Democrática do Congo | 10%       |
| Namíbia                        | 3%        |
| Lesoto                         | 1%        |
| África do Sul                  | 2%        |
| Zâmbia                         | 5%        |
| Angola                         | 2%        |
| Quênia                         | 10%       |
| Botsuana                       | 3%        |
| República do Congo             | 2%        |
| Essuatíni                      | 1%        |
| Zimbábue                       | 1%        |